# 중국농업은행
중국농업은행(중국어 간체자: 中国农业银行, 정체자: 中國農業銀行, 병음: Zhōngguó Nóngyè Yínháng)은 중화인민공화국의 상업은행 가운데 하나이다. 약칭은 농행(중국어 정체자: 農行)이다. 베이징에 본사를 두고 있다. 전국 31개의 성(省), 자치구, 직할시와 외국 등에 지점을 설치하여 운영하고 있다. 하지만 부실채권이 상당히 많아 은행 운영에 지장을 주고 있다.

## 같이 보기
- 중화인민공화국의 기업 목록